# Jeremiah Mason

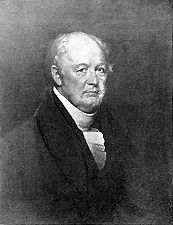
Jeremiah Mason

Jeremiah Mason (* 27. April 1768 in Lebanon, New London County, Colony of Connecticut; † 14. Oktober 1848 in Boston, Massachusetts) war ein US-amerikanischer Politiker (Föderalistische Partei), der den Bundesstaat New Hampshire im US-Senat vertrat.
Der aus Connecticut stammende Jeremiah Mason besuchte das Yale College und machte dort im Jahr 1788 seinen Abschluss; in der Folge studierte er die Rechtswissenschaften und zog nach Vermont, wo er 1791 in die Anwaltskammer aufgenommen wurde. Diesen Beruf übte er dann nach einem weiteren Umzug auch in New Hampshire aus. Zwischen 1802 und 1805 amtierte er als Attorney General dieses Staates.
Am 10. Juni 1813 zog Mason nach erfolgreicher Wahl in den Senat der Vereinigten Staaten ein. Die Amtsperiode hatte ursprünglich bereits am 4. März dieses Jahres begonnen; allerdings hatte das Parlament von New Hampshire sich zuvor nicht auf einen Nachfolger für Charles Cutts einigen können, woraufhin dieser sein Mandat zunächst einmal weiter ausübte. Nach dem Votum für Mason konnte Cutts den Sitz dann an diesen übergeben. Jedoch gehörte Mason dem Senat auch nur bis zu seinem Rücktritt am 16. Juni 1817 an.
Von 1820 bis 1821 sowie im Jahr 1824 war er noch Abgeordneter im Repräsentantenhaus von New Hampshire. Ferner fungierte er von 1828 bis 1829 als Präsident der Niederlassung der Bank of the United States in Portsmouth. 1832 zog Mason nach Boston, wo er bis 1838 eine Anwaltskanzlei betrieb. Bis zu seinem Tod war er außerdem noch als privater Rechtsberater tätig; vor Gericht verhandelte er keine Fälle mehr.